# David Baxter
David Baxter was een professionele pokerspeler uit de Verenigde Staten. Hij heeft twee World Series of Poker titels op zijn naam staan. Zijn eerste titel won hij tijdens de World Series of Poker 1983 in het $1.500 No Limit Hold'em-toernooi.
In totaal eindigde Baxter drie keer in the money tijdens het Main Event. In 1986 eindigde hij als 15e, in 1991 als 18e en in 1995 als 22e.
Buiten de World Series of Poker won hij onder andere het $1.000 Ace to Five-toernooi tijdens America's Cup of Poker 1987 en het $5.000 Deuce to Seven Draw-toernooi tijdens de Grand Prix of Poker 1987. 
Eind jaren 90 stopte Baxter met het spelen van pokertoernooien. Tijdens zijn carrière heeft Baxter meer dan $1,4 miljoen bij elkaar gewonnen in toernooien.

## World Series of Poker bracelets
| Jaar | Toernooi                            | Prijs    |
| ---- | ----------------------------------- | -------- |
| 1983 | $1.500 No Limit Hold'em             | $145.500 |
| 1986 | $2.500 Pot Limit Omaha (met rebuys) | $127.000 |